# Sanmiguelia lewisi
La sanmiguelia (Sanmiguelia lewisi) è una pianta estinta, vissuta nel Triassico superiore (circa 215 milioni di anni fa), i cui resti sono stati ritrovati in Nordamerica (Colorado e Texas). È considerata una delle più antiche angiosperme (piante con fiori).

## Descrizione
Le foglie di questa pianta assomigliavano a quelle delle palme attuali e possedevano quattro ordini di venature parallele. Queste foglie erano di forma ellittica e pieghettate; raggiungevano una lunghezza di 40 centimetri e una larghezza di 25 centimetri, e si diramavano dalla sommità del fusto.

## Classificazione
I primi fossili di questa pianta sono stati ritrovati in Colorado, e consistevano in frammenti di foglie. Ulteriori fossili provenienti dal Texas hanno permesso una ricostruzione più dettagliata della pianta: fusto, radici, rizomi, foglie e organi riproduttivi sono simili a quelli delle angiosperme, ovvero le piante con fiori. Secondo Cornet (1986) questa pianta rappresenterebbe un'angiosperma più primitiva delle magnolie e vicina alla diramazione monocotiledoni/dicotiledoni. Altri possibili resti di angiosperme primitive, sotto forma di strutture fruttifere, sono stati ritrovati in Virginia.
La supposizione che le angiosperme si siano affermate nel Cretaceo (circa 120 milioni di anni fa) sarebbe quindi errata.
Recenti studi portano la datazione delle prime Angiosperme a 174 milioni di anni fa, datazione del fossile Nanjinganthus dendrostyla trovato in Cina.